# Musica tropicale

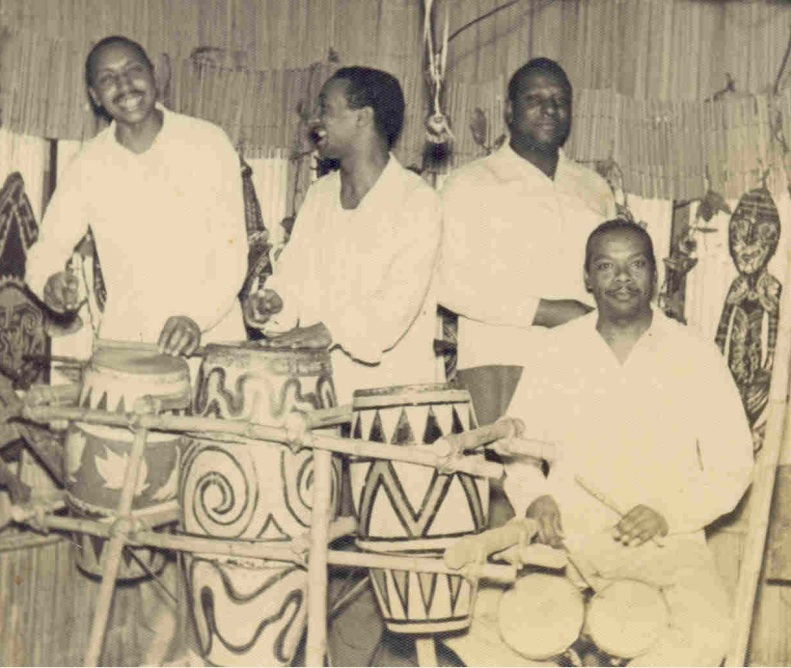
Los Guayacanes, un gruppo afroargentino di Musica tropicale

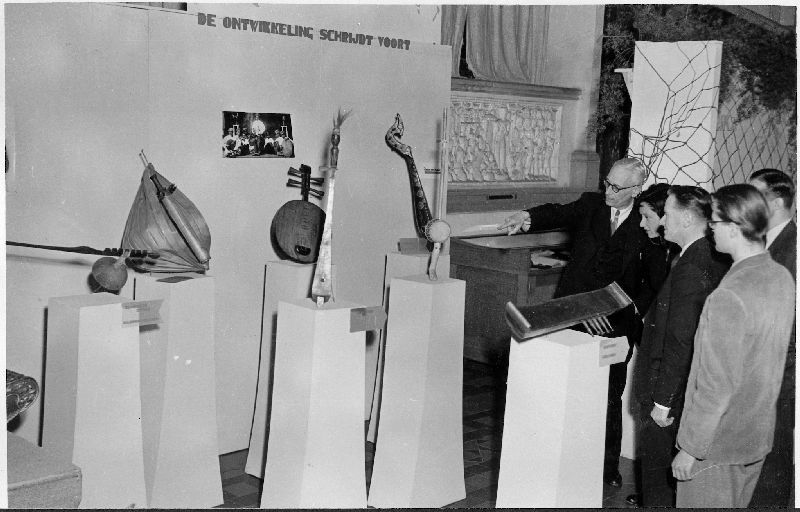
Presentazione di melodie tropicali nel Tropenmuseum di Amsterdam

La musica tropicale (Spagnolo: música tropical) è una categoria utilizzata nell'industria musicale per indicare la musica latina dei Caraibi. Comprende la musica dalle isole e delle coste dei Caraibi di lingua spagnola, così come i generi radicati in questa regione come la salsa.
Negli anni '40 e '50, il termine "musica tropicale" fu creato per coprire tutta la musica dei Caraibi ispanofoni, ad esclusione della musica cubana, che aveva una sua categoria e nicchia nel mercato musicale americano (e in misura minore europea). Tuttavia, più tardi nel XX secolo, dopo la rivoluzione cubana, la musica tropicale acquistò un significato più ampio e cominciò ad essere usata per distinguere i generi caraibici come la cumbia e il son cubano da generi interni come il tejano e il norteño.

## Caratteristiche
A causa delle sue radici geografiche, la musica tropicale generalmente combina elementi delle tradizioni europee e africane. Un esempio di questo è il processo di binarizzazione dei ritmi ternari portati dall'Africa, che ha avuto luogo originariamente a Cuba, per poi diffondersi nel resto dei Caraibi e in America Latina. La presenza di poliritmi sincopati di origine africana rende la musica più tropicale naturalmente orientata alla danza. La strumentazione della musica tropicale comprende anche strumenti europei (tres, piano, tromba, timbales) e di origine africana (congas, bonghi, marimba). Nel tardo XX secolo furono incorporati strumenti contemporanei come sintetizzatori e drum machine.

## Storia
Nonostante sia un concetto creato nel ventesimo secolo nell'ambito dell'industria musicale, la musica tropicale comprende generi e stili che risalgono al XVI secolo, quando i Caraibi (e quindi l'America) furono scoperti e invasi dagli europei. Non è stato che nel XIX secolo che la musica tropicale è diventata un fenomeno globale con la divulgazione della contradanza cubana (conosciuta anche come habanera). Cuba ha in seguito continuato a guidare lo sviluppo della musica tropicale con altri stili di musica da ballo, così come il bolero e il son cubano. La Repubblica Dominicana ha contribuito con merengue e bachata, due generi di grande successo, mentre la musica portoricana è esemplificata da generi relativamente minori come bomba e plena. La famosissima cumbia e il vallenato sono originarie delle coste della Colombia.
La musica tropicale ha avuto un impatto duraturo sulla musica di altre regioni oltre i Caraibi, come gli Stati Uniti (dove la rumba e la salsa erano principalmente sviluppati), l'Africa (dove si sviluppò il soukous) e il Sud America. Ad esempio, in Cile, i generi di musica tropicale sono stati progressivamente introdotti a seconda della loro popolarità nei Caraibi e nel Nord America. Così, generi come guaracha, mambo, cha cha cha e poi cumbia fecero il loro ingresso nelle radio e nelle sale da concerto del Cile tra gli anni '30 e '60.

## Format radiofonico
La musica tropicale si riferisce anche a un format musicale radiofonico comune nelle stazioni radio di musica latina. Tra gli stili tropicali più popolari ci sono salsa, merengue, vallenato, cumbia e bachata.